# China Metallurgical Group Corporation
China Metallurgical Group Corporation (MCC) (произносится Чайна металлёджикл груп корпорейшн) — китайский многопрофильный холдинг.

## Собственники и руководство
Компания контролируется правительством Китая. Председатель совета директоров компании — Yang Changheng. Президент — Shen Heting.

## Деятельность
China Metallurgical Group Corporation имеет около 70 подразделений во всём мире. Занимается производством (в том числе металлургией), добычей природных ресурсов, строительством, девелопментом (под маркой MCC Real Estate) и т. п.
Общая численность персонала — свыше 50 тыс. человек. Выручка в 2007 году составила $17,5 млрд.